# 페이트/스테이 나이트 헤븐즈필 제3장 스프링 송
《페이트/스테이 나이트 헤븐즈필 제3장 스프링 송》(영어: Fate/stay night: Heaven's Feel III. spring song)은 2020년에 개봉된 일본의 액션, 판타지, 애니메이션 영화이다. 스도 토모노리가 감독을, 히야마 아키라가 각본을 맡았다.
이야기는 페이트/스테이 나이트 헤븐즈필 제 2장 로스트 버터플라이의 사건에서부터 바로 이어진다. 또한 페이트/스테이 나이트 헤븐즈필 3부작의 마지막 작품이기도 하다. 일본에서는 2020년 8월 15일, 미국에서는 2020년 11월 18일에 처음 상영 되었다. 대한민국에서는 10월 22일에 개봉했고 2021년 3월 11일에 재개봉했다.

## 줄거리
에미야 시로는 마토 사쿠라를 만나기 위해 마토 가의 저택으로 간다. 하지만 그곳에 사쿠라는 없었고 사쿠라가 죽인 마토 신지만이 있었다. 마토 조켄이 시로 앞에 나타나 그를 죽이려 하지만 라이더가 시로를 구해 에미야 가의 자택으로 돌아간다.
흑화한 사쿠라는 토오사카 린과 이리야스필 폰 아인츠베른이 있는 에미야 자택으로 오고 자신의 언니인 린을 기절시키고 이리야를 납치하려 한다. 라이더와 시로가 이를 막으려 하지만 흑화한 세이버가 둘을 제압한다. 이리야는 자신이 스스로 가는 대신 다른 사람들을 건드리지 말라는 제안을 하고 사쿠라는 받아들인다.
시로는 코토미네 키레이와 함께 아인츠베른 성에서 이리야를 구출한다. 탈출하던 도중 흑화한 버서커를 만나고 시로는 자신에게 이식된 아처의 왼팔을 사용해 아처의 경험과 능력을 얻고 버서커를 쓰러트린다. 코토미네는 마토 조켄에게 큰 타격을 입힌다.
깨어난 린은 젤릿치가 사용한 무한한 평행세계에서 마력을 받는 마법의 보석검을 시로의 능력으로 투영하려고 한다. 시로는 이리야의 도움으로 성배를 만드는 토오사카, 마토, 아인츠베른의 선조와 마법사 젤릿치를 보고 보석검을 투영한다.
성배전쟁의 진실도 밝혀진다. 앙그라 마이뉴라고 불리게 되는 한 청년은 이 세상의 모든 악을 짊어지게 되고 죽는다. 이후 아인츠베른 가문은 룰을 파괴하고 3차 성배전쟁에서 앙그라 마이뉴를 비정규 클래스인 어벤져로 소환한다. 하지만 어벤져는 약했고 결국 첫 탈락자가 되었다. 소멸되어 성배로 들어가 앙그라 마이뉴의 소원과 성배의 시스템이 오류를 일으켰고, 지금의 성배가 되었다.
사쿠라는 힘이 약해진 마토 조켄과 어새신을 죽이고 류도사 지하의 대성배에서 시로와 린을 기다린다.
시로, 린, 라이더는 사쿠라에게 가던 중 세이버를 만난다. 세이버는 린만 보내주고 시로와 라이더와 싸운다. 세이버와 라이더가 싸우던 중 시로가 난입해 라이더를 도와 세이버를 처치한다. 쓰러진 라이더 대신 시로는 사쿠라에게 간다. 사쿠라는 린과 싸우고, 린이 우세를 점한다. 사쿠라는 자신이 마토 가에 입양되고 고통받을 때 언니는 무엇을 했냐며 따지지만 린은 사쿠라를 끝내려한다. 하지만 린은 사쿠라를 죽일 수 없었고 정신을 잃는다. 자신이 언니를 죽였다고 생각한 사쿠라는 절망하지만 시로가 린은 살아있다며 사쿠라와 성배 안에 있는 앙그라 마이뉴의 연결을 끊고 사쿠라를 구한다.
라이더가 린과 사쿠라를 데리고 나가고 시로는 대성배를 닫아 앙그라 마이뉴의 부활을 막으려 한다. 코토미네는 시로를 가로막고 둘 사이의 마지막 결투가 벌어진다. 코토미네가 사망하고 시로가 대성배를 닫으려고 할 때, 이리야가 나타나 "누나는 동생을 지켜주는 것"이라며 대신 앙그라 마이뉴의 부활을 막고 사라진다.
시로는 아처의 팔을 사용한 반작용으로 몸이 피폐해지고 정신체만 남은 상태였다. 다시 가까운 관계를 가진 린과 사쿠라는 인형술사 아오자키 토우코의 도움으로 시로의 정신을 인형 속에 넣어 부활시킨다. 이후 시로는 사쿠라와 벚꽃 구경을 하러 간다.

## 출연진

### 주연
- 스기야마 노리아키 - 에미야 시로 목소리 역
- 시타야 노리코 - 마토 사쿠라 목소리 역

### 조연
- 카미야 히로시 - 마토 신지 목소리 역
- 카와스미 아야코 - 세이버 얼터 목소리 역
- 우에다 카나 - 토오사카 린 목소리 역
- 이토 미키 - 후지무라 타이가 목소리 역
- 나카다 조지 - 코토미네 키레이 목소리 역
- 카도와키 마이 - 이리야스필 폰 아인츠베른 목소리 역
- 츠카야마 마사네 - 마토 조켄 목소리 역
- 세키 토모카즈 - 길가메쉬 목소리 역
- 아사카와 유우 - 라이더 목소리 역
- 스와베 준이치 - 아처 목소리 역
- 이나다 테츠 - 진 어새신 목소리 역
- 사이젠 타다히사 - 버서커 목소리 역

## 제작
페이트 스테이 나이트 헤븐즈필 제3장 스프링 송은 제작 Ufotable, 감독 스도 토모노리, 작사 히야마 아키라, 음악 카지우라 유키로 제작되었다. 2019년 10월에 첫 번째 예고편이 공개되었다. 후속 예고편은 2019년 10월 28일과 2019년 11월 17일에 공개되었다 2020년 3월 28일 메인 테마인 Aimer의 "봄은 간다" (春はゆく)가 예고편에서 나왔다.
스도 토모노리는 영화가 개봉되었을 때 안도감을 표했으며, 라이더와 세이버 얼터의 싸움, 사쿠라와 린의 관계, 이리야의 새로운 디자인 등 많은 장면을 좋아했다. 출연진은 영화 개봉 당시 Aimer의 노래를 칭찬했다.